# Vitālijs
Vitālijs ist als eine lettische Form des lateinischen (spätrömischen) Namens Vitalis ein lettischer männlicher Vorname. Namenstag in Lettland ist der 22. April. Die litauische Form des Namens ist Vitalijus.

## Namensträger
- Vitālijs Astafjevs (* 1971),  Fußballspieler
- Vitālijs Maksimenko (* 1990), Fußballspieler
- Vitālijs Pavlovs (* 1989), Eishockeyspieler
- Vitālijs Samoilovs (* 1962), Eishockeyspieler
- Vitālijs Smirnovs (* 1986),  Fußballspieler